# 陌路惊笑
《陌路惊笑》（英語：Scary Road is Fun）是中国大陆惊悚喜剧片，导演三木单丹，主演张峻宁、唐文龙、何昊阳、张炜迅、姚文雪、潘彦妃、李昂、杨迪、苑琼丹。

## 剧情
该片讲述一对携带巨额资金亡命天涯的情侣在逃亡路上遭遇到各路厉鬼所发生的惊悚故事。

## 演出
| 演员   | 角色   | 备注 |
| 唐文龙 | 齐宇   |      |
| 张峻宁 | 刘微   |      |
| 何昊阳 | 田幂幂 |      |
| 姚文雪 | 穆兰   |      |
| 苑琼丹 | 老婆婆 |      |

## 曲目
- 主题曲《陌路惊笑》，演唱：巫奇；填词作曲：三木单丹[2]